# The Marshall
The Marshall är ett berg i Kanada.   Det ligger i provinsen British Columbia, i den centrala delen av landet, 3 000 km väster om huvudstaden Ottawa. Toppen på The Marshall är 2 539 meter över havet.
Terrängen runt The Marshall är bergig åt sydväst, men åt nordost är den kuperad. Trakten runt The Marshall är nära nog obefolkad, med mindre än två invånare per kvadratkilometer.. Det finns inga samhällen i närheten. 
Trakten runt The Marshall består i huvudsak av gräsmarker.